# Oktiabrski (Novopokróvskaya, Krasnodar)
Oktiabrski (del ruso: Октябрьский) es un posiólok del raión de Novopokróvskaya del krai de Krasnodar, en Rusia. Está situado a orillas del río Garkushina, afluente por la derecha del río Yeya, 31 km al noroeste de Novopokróvskaya y 164 km al nordeste de Krasnodar, la capital del krai. Tenía 224 habitantes en 2010.
Pertenece al municipio Nezamayevskoye.